# 181 Eucharis
Eucharis /ˈjuːkərɪs/ (định danh hành tinh vi hình: 181 Eucharis) là một tiểu hành tinh lớn, quay chậm, ở vành đai chính. Nó được xếp loại tiểu hành tinh kiểu K.
Ngày 2 tháng 2 năm 1878, nhà thiên văn học người Pháp Pablo Cottenot phát hiện tiểu hành tinh Eucharis khi ông thực hiện quan sát tại Đài thiên văn Marseille và đây cũng là tiểu hành tinh duy nhất do ông phát hiện. Nó được đặt theo tên Eucharis, một nữ thần trong thần thoại Hy Lạp.